# ГЕС Мекіненса
ГЕС Мекіненса (ісп. Presa de Mequinensa) — гідроелектростанція на північному сході Іспанії. Знаходячись вище від ГЕС Ріба-рожа, становить верхній ступінь в каскаді у нижній течії річки Ебро, яка належить до басейну Балеарського моря.
Ресурс для роботи станції, спорудженої у 1958—1964 роках, накопичується гравітаційною греблею заввишки 79 метрів та завдовжки 461 метр, на спорудження якої пішло 1,1 млн м3 матеріалу. Вона утворила витягнуте по долині річки на 100 км водосховище із площею поверхні 75 км2 та об'ємом до 1534 млн м3, в якому можливе коливання рівня поверхні між позначками 70 та 121 метр НРМ.
При греблі працює гідроелектростанція, обладнана чотирма турбінами типу Френсіс, що використовують напір у 62 метри. При введенні в експлуатацію у 1960-х роках потужність гідроагрегатів становила по 81 МВт із річним виробітком електроенергії на рівні 743 млн кВт-год. Станом на 2010-й рік три турбіни замінили на більш потужні по 96 МВт та провадили аналогічні роботи на четвертій.
Зв'язок з енергосистемою відбувається по ЛЕП, що працює під напругою 220 кВ.